# ラウール (西フランク王)

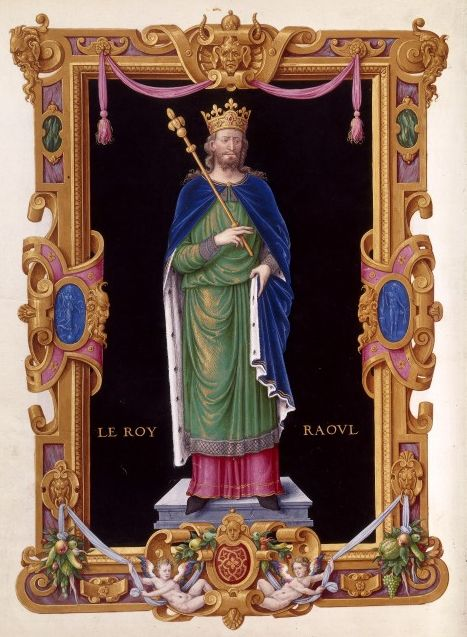
16世紀の想像画
（フランス国立図書館蔵）

ラウール（フランス語：Raoul, 890年頃 - 936年1月14日）は、ブルゴーニュ公（在位：921年 - 923年）、西フランク王（在位：923年 - 936年）。ボソン家からの只一人の西フランク王だった。ラウルとも書く。ドイツ語ではRudolf（ルドルフ）。英語ではRudolph（ルドルフ）。ブルグント王ルドルフ1世は別人（母方の伯父にあたる）。

## 生涯
カロリング朝の末期で、西フランク王国の領邦諸侯が力を付けていた。それら有力者の一人、ブルゴーニュ公リシャールと、ヴェルフ家オセール伯コンラート2世の娘アデライード（Adélaïde）との長男に生まれた。
921年父が没し、ブルゴーニュ公・オセール伯・オータン伯・アヴァロン伯・オセールのサン＝ジェルマン寺院（Abbaye Saint-Germain d'Auxerre）司教・サンスのサント＝コロンブ寺院（Abbaye Sainte-Colombe de Sens）司教の位を継いだ。寺院には所領地があった。
921年、パリ伯ロベール1世の娘でユーグ大公の姉、エマと結婚した。彼女は、ヴェルマンドワ伯エルベール2世の妻アデールと異母姉妹の間柄だった。ラウールとエマの間の一児ルイは早世した。
時の西フランク王シャルル3世は、そのロレーヌ領有への執着から国内の聖俗諸侯に嫌われて922年に廃され、代わって即位したロベール1世は、923年6月、シャルル廃王とソワソンで戦って没した。当初、ロベール1世の後継は息子ユーグと見なされていたが、ユーグが王位継承を拒否したため、ロベールの女婿にあたるラウールが王位を継承することとなった。翌月、ラウールはソワソンのサン＝メダール修道院（Abbaye Saint-Médard de Soissons）で聖別され即位し、弟のユーグ黒公がブルゴーニュ公を継いだ。義兄のヴェルマンドワ伯エルベール2世はシャルル廃王をペロンヌの城に幽閉し、シャルルは929年獄死した。
924年、ロワール川から侵入するヴァイキングを、ユーグ大公と協力して退けた。
920年以降半ば独立した形でロレーヌを支配していたギゼルベルトは、ラウールの即位後しばらくはラウールと協調していたものの、やがてラウールの圧力を受け東フランク王ハインリヒ1世側につき、925年にハインリヒはロレーヌに侵攻、ロレーヌは東フランク王の支配下に入った。
935年、マジャール人がブルゴーニュを侵すことがあった。
13年の在位の間、威令はほぼ全国に行き届いたと言う。また、治世中は国内諸侯の勢力均衡に配慮した。
ラウールは936年1月14日または15日にオセールで病没した。義弟ユーグ大公が聖俗諸侯を説き、イングランドのウェセックスに亡命していたカロリング家のルイ（シャルル3世の子）を、次の西フランク王に迎えた。

## 関連事項
- フランク王の一覧